# Lyngby Centrum Station
|  | Fremtidig bygning Denne artikel omhandler en bygning, der er under opførelse. Det er derfor muligt, at indholdet er af spekulativ natur, og ligeledes, at indholdet kan ændre sig markant efterhånden som flere oplysninger bliver tilgængelige. |

Lyngby Centrum Station er en kommende letbanestation på Hovedstadens Letbane (Ring 3-letbanen) i Lyngby-Taarbæk Kommune. Stationen kommer til at ligge på Klampenborgvej ved Lyngby Storcenter. Den kommer til at ligge midt på vejen og kommer til at bestå af to spor med hver sin perron med adgang via et fodgængerfelt. Stationen forventes at åbne sammen med den anden del af letbanen mellem Rødovre Nord Station og Lundtofte Station i sommeren 2026.